# محمود خميس
محمود خميس الحمادي (مواليد 28 أكتوبر 1987 في الإمارات العربية المتحدة) لاعب كرة قدم إماراتي دولي يجيد اللعب في الظهير الأيسر.

## مسيرة اللاعب
لعب في نادي الوحدة ونادي النصر.

## روابط خارجية
- محمود خميس على موقع الاتحاد الدولي (مؤرشف)  (الإنجليزية)
- محمود خميس على موقع إي إس بي إن إف سي (الإنجليزية)
- محمود خميس على موقع ناشيونال فوتبول تيمز (الإنجليزية)
- محمود خميس على موقع Soccerway.com (الإنجليزية)
- محمود خميس على موقع عالم كرة القدم.نت (الإنجليزية)
- محمود خميس على موقع كووورة